# Elias M. Ammons

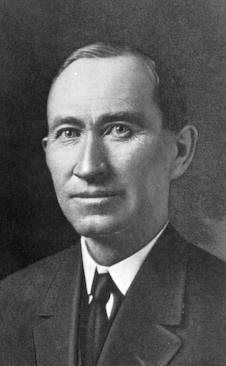
Elias M. Ammons

Elias Milton Ammons (* 28. Juli 1860 bei Franklin, Macon County, North Carolina; † 20. Mai 1925 in Denver, Colorado) war ein US-amerikanischer Politiker und von 1913 bis 1915 der 18. Gouverneur des Bundesstaates Colorado.

## Frühe Jahre und politischer Aufstieg
Bereits im Jahr 1871 zog Elias Ammons mit seiner Familie nach Colorado, wo er bis 1880 die East Denver High School besuchte. Danach arbeitete er in verschiedenen Arbeitsstellen, darunter auch dem Zeitungswesen. Nachdem er aufgrund einer schweren Erkrankung teilweise sein Augenlicht verloren hatte, wandte er sich der Viehzucht zu. Er war an der Gründung der National Western Stock Show (einer Viehausstellung) und der Vieh- und Pferdezüvchtervereinigung von Colorado beteiligt.
Ammons war auch Vizepräsident des Landwirtschaftsausschusses von Colorado und im Jahr 1890 bei der Verwaltung des Bezirksgerichts im Douglas County angestellt. Darüber hinaus gehörte er zu den Gründern der First National Bank of Littleton. Zwischen 1890 und 1896 war er als Republikaner Abgeordneter im Repräsentantenhaus von Colorado. Zwischen 1894 und 1896 war er sogar Präsident des Hauses. Danach wechselte Ammons von den Republikanern zur Demokratischen Partei. Zwischen 1898 und 1902 war er Vertreter seiner neuen Partei im Senat von Colorado. In den Jahren 1904 und 1906 bewarb er sich jeweils erfolglos um das Amt des Vizegouverneurs von Colorado. Am 5. November 1912 wurde er dann als Kandidat der Demokraten zum neuen Gouverneur seines Staates gewählt. Ammons erreichte zwar nur 42,9 Prozent der Stimmen, doch diese einfache Mehrheit genügte, weil sich der Großteil der übrigen Stimmen unter Edward P. Costigan von der Progressive Party und dem republikanischen Kandidaten Clifford C. Parks aufteilte.

## Gouverneur von Colorado
Elias Ammons trat sein neues Amt am 14. Januar 1913 an. In seiner zweijährigen Amtszeit setzte er sich für eine Verbesserung im Bildungswesen ein und er förderte den Ausbau des Straßennetzes. Dies geschah vor dem Hintergrund des zunehmenden Automobilverkehrs. Außerdem legte er den Grundstein für landeseigene Parkanlagen. Die Wahlbezirke für die Kongresswahlen wurden damals neu eingeteilt. Auch die Gesetzgebung zur Kontrolle des Bank und Versicherungswesens wurde überarbeitet. Sein Name ist aber auch mit dem sogenannten Ludlow-Massaker verbunden. Vorausgegangen war ein Streik der Kohlebergleute, der zu gewalttätigen Ausschreitungen führte. Daraufhin mobilisierte der Gouverneur die Nationalgarde um die Streikenden von dem Besitz der Minenbesitzer zu vertreiben. Bei den folgenden Auseinandersetzungen wurden 25 Personen getötet. Der Streik endete schließlich im Dezember 1914 kurz vor dem Ende von Ammons Amtszeit mit einem Kompromiss.

## Weiterer Lebenslauf
Nach dem Ende seiner Amtszeit zog sich Ammons aus der Politik zurück und widmete sich wieder seinen privaten Angelegenheiten. Er starb im Mai 1925. Mit seiner Frau Elizabeth Fleming hatte Elias Ammons drei Kinder, darunter den Sohn Teller Ammons, der von 1937 bis 1939 ebenfalls Gouverneur von Colorado werden sollte.